# N-範疇
在數學中，n-範疇是範疇在高階情形的推廣。（小）n-範疇組成的範疇 n-Cat 以下述方式遞迴定義：
- 0-Cat是集合範疇 {\displaystyle \mathbf {Set} }
- (n+1)-範疇是全體在 n-Cat 上濃化的範疇組合的範疇，其張量範疇之結構由合成導出。

特例是小範疇及其間函子組成的範疇 1-Cat。

## 文獻
- Tom Leinster. . Cambridge University Press. 2004  [2007-07-17]. （原始内容存档于2003-10-25）.
- Eugenia Cheng, Aaron Lauda.  (PDF). 2004  [2007-07-17]. （原始内容 (PDF)存档于2007-04-16）.